# Waddington & Sons

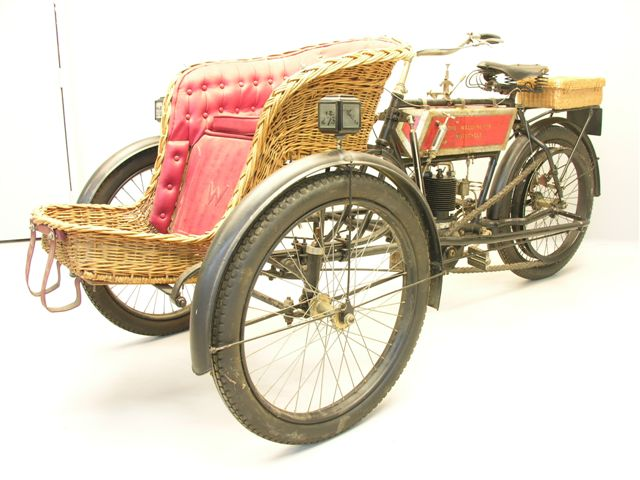
Forecar von Waddington von 1905

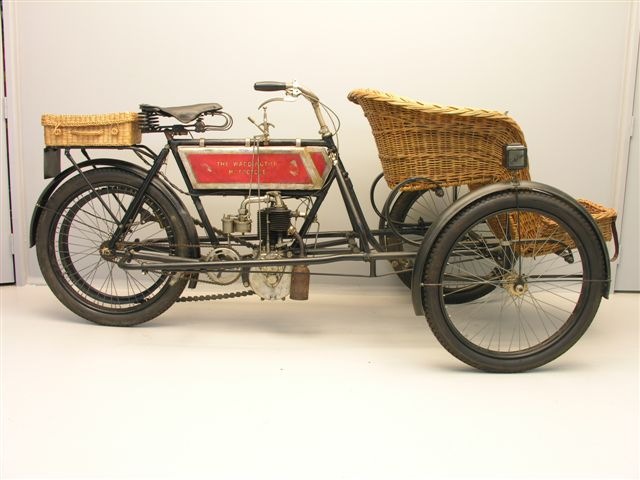
Tricar von Waddington von 1905

Waddington & Sons war ein britischer Hersteller von Motorrädern und Automobilen.

## Unternehmensgeschichte
Das Unternehmen hatte seinen Sitz an der Newport Road 30 in Middlesbrough. 1902 begann die Produktion von Motorrädern. Später entstanden auch Tricars und Automobile. Der Markenname lautete Waddington. 1906 endete die Produktion.

## Fahrzeuge
Einbaumotoren von Fafnir, Minerva und Motor Manufacturing Company trieben die Motorräder an. Ein stark restaurierungsbedürftiges Motorrad wurde im April 2005 durch Bonhams für 1495 Pfund versteigert.
Außerdem entstanden auf Basis der Motorräder Forecars, die zwischen den beiden Vorderrädern Platz für einen Beifahrer boten. Ein Fahrzeug dieser Bauart von Waddington ist erhalten geblieben. Ein Fafnir-Motor mit 500 cm³ Hubraum und 3 PS Leistung treibt das Fahrzeug an. Es wurde im Juli 2009 durch Bonhams auf einer Versteigerung zu einem Schätzpreis von 20.000 bis 25.000 Pfund angeboten, aber nicht verkauft.
Das Automobil-Angebot bestand aus zwei Modellen. Beide waren mit einem Einbaumotor von De Dion-Bouton und Kardanantrieb ausgestattet. Das kleinere Modell hatte einen Einzylindermotor mit 6,5 PS Leistung und eine zweisitzige Karosserie. Im größeren Modell trieb ein Zweizylindermotor mit 12 PS das Fahrzeug an. Die Tonneaukarosserie bot Platz für vier Personen.